# Университет Содружества Виргинии
Университет Содружества Виргинии (англ. Virginia Commonwealth University) — государственный исследовательский университет в городе Ричмонд, штат Виргиния, США. Возник в 1968 году в результате слияния Ричмондского профессионального института (основанного в 1917 году) и Виргинского медицинского колледжа (возникшего в 1854 году на базе медицинского факультета Хэмпден-Сидней-колледжа). Медицинский факультет был основан в 1838 году, из-за чего именно этот год считается официальной датой основания университета. 
В 2016 году в рейтинге лучших американских вузов по версии U.S. News & World Report университет занял 164-е место.